# Balkan Insight
 (транскр.  Балкан инсајт) је веб-сајт који се усредсређује на вести, анализе, коментаре и истраживачко извештавање из југоисточне Европе. Седиште се налази у Београду. Власник сајта је Balkan Investigative Reporting Network (BIRN).
BIRN је основан 2004. године као мрежа невладиних организација за промоцију независних и слободних медија у овом делу Европе. Извештава о државама као што су: Албанија, Босна и Херцеговина, Бугарска, Грчка, Молдавија, Румунија, Северна Македонија, Србија, Турска, Хрватска и Црна Гора.

## Критике
је известио да је Balkan Insight „веома цењен интернет-портал”, те да је BIRN „цењен због своје независности и озбиљности”. Године 2015. часопис Academicus International Scientific Journal је објавио да је Balkan Insight „водећи сајт за вести који покрива регион Западног Балкана”, као и да често објављивљује мишљења међународних лидера. Према Робин Вилсону, Balkan Insight је драгоцен извор објективне анализе земаља бивше Југославије, за разлику од домаћих медија држава наследница СФР Југославије који су се поделили по националистичким линијама. Такође је навео да сајт привлачи квалитетне сараднике и одржава раздвајање између извештавања и мишљења.
Како је РТ Војводине навела, Председник Вучић је оптужио новинаре БИРН-а да су "добили паре" од шефа делегације Европске уније Мајкла Девенпорта и ЕУ, и да су износили нестине о поступку избора фирме која ће обавити испумпавање воде из копа "Тамнава - Западно поље".
Поједини аутори су доводили портал у директну везу са Форин офисом и британском службом МI6, за коју је БИРН објављивао текстове са циљем да дискредитује Безбедносно-информативну агенцију.